# Asterope (astronomia)
Asterope è il nome dato ad una coppia di stelle nella costellazione del Toro; si tratta di due delle componenti dell'ammasso aperto delle Pleiadi e giacciono ad una distanza di circa 440 anni luce da noi. Il nome proprio deriva dalla figura mitologica Sterope o Asterope, una delle Pleiadi mitologiche.

## Caratteristiche
Visibili ad occhio nudo come una sola stellina minuta di quinta magnitudine, un semplice binocolo già consente di notare che si tratta in realtà di due stelle ben distinte: Asterope I, o anche 21 Asterope o 21 Tau, è la più brillante delle due, e si presenta come una stella azzurrina di magnitudine 5,76, mentre Asterope II, o 22 Asterope o 22 Tau, appare di un colore leggermente più biancastro e un po' meno luminosa, essendo di magnitudine 6,43. La separazione delle due componenti, che non costituiscono una coppia fisica, è pari a 0,04°.